# Hidroperoxil
Hidroperoxilul sau superoxidul de hidrogen este o specie oxigen-reactivă cu formula HO2. Este analogul hidrogenat al compușilor superoxidici ai metalelor alcaline sau al ionului superoxid.

## Reactivitate
Există următorul echilibru chimic:
O2− + H2O →←HO2 + OH−